# Struthio karingarabensis
Struthio coppensi je izumrla prapovijesna ptica neletačica iz roda nojeva, reda nojevki. Živio je od kasnog miocena do ranog pliocena na jugozapadu i središnjem istoku Afrike. Zbog toga što postoje samo fosilni ostaci ove izumrle vrste noja, teško je doznati puno stvari o njemu.